# Ginny Weasley
Ginevra "Ginny" Molly Weasley és un personatge fictici en la sèrie de llibres de Harry Potter de l'autora britànica J.K. Rowling. És germana d'un dels personatges principals, en Ron Weasley, filla de la Molly Weasley i l'Arthur Weasley i posteriorment dona d'en Harry Potter. És la primera dona a néixer en la família des de moltes generacions i és la més petita dels set germans Weasley. Aquests dos fets, ser la primera dona en moltes generacions i ser la setena a néixer, prediuen que serà una bruixa molt poderosa.
Físicament té un cabell pèl-roig (una característica de la família) i ulls marrons. És considerada una de les noies més belles de Hogwarts, cosa que fins i tot els seus enemics i enemigues reconeixen. És a més una bruixa talentosa.
La Ginny descendeix una de les més antigues i prominents famílies màgiques de sang pura. No obstant això, perquè són pobres i associats amb mags de «sang de fang» i amb muggles, els Weasley són menyspreats per altres famílies de sang pura. Viuen prop del poble d'Ottery St. Catchpole al sud d'Anglaterra. Els seus germans grans són en Bill, en Charlie, en Percy, en Fred, en George i en Ronald. És també molt bona amiga d'en Harry Potter, l'Hermione Granger, en Neville Longbottom i la Luna Lovegood.
Malgrat no tenir una transcendència important en alguns dels llibres, es destaca imponent a Harry Potter i la cambra secreta, Harry Potter i l'orde del Fènix, Harry Potter i el misteri del Príncep i a Harry Potter i les relíquies de la Mort.
A les pel·lícules, la Ginny és interpretada per l'actriu britànica Bonnie Wright.

## Significat del nom
Ginevra és la forma italiana de Guinevere que significa «blanca i pura». És el nom d'un dels personatges de la llegenda del Rei Artur, que és un tema recurrent en els noms de diversos membres de la família Weasley. El cognom Weasley és derivat de weasel, ‘mostela’. Als països de parla anglesa la mostela s'associa amb persones no confiables i traïdores, així que no té una bona reputació. Possiblement és una referència al fet que els Weasley són considerats «traïdors de sang» per mags de sang pura.
J.K. Rowling ha dit que des de nena li agradaven les mosteles.

## El personatge en els llibres

### Harry Potter i la pedra filosofal
La Ginny apareix breument en el primer llibre, quan acomiada els seus germans a la plataforma del Hogwarts Express. Quan s'assabenta que el famós Harry Potter és al tren, vol pujar per a veure'l, però la seva mare li diu que no pot.

### Harry Potter i la cambra secreta
En el segon llibre ocupa un paper important en la història. Comença el seu primer any a l'escola de Hogwarts i és seleccionada per a la residència de Gryffindor. En Ron ldiu a en Harry que la Ginny va parlar d'ell tot l'estiu. Troba el diari secret d'en Tod Rodlel que Lucius Malfoy ha posat entre els seus llibres. La Ginny confia tots els seus sentiments i secrets al diari i és poseïda pel tros de l'esperit d'en Voldemort que conté. A través de la Ginny, en Rodlel deixa anar el basilisc de la cambra secreta, que terroritza l'escola i petrifica diversos estudiants, incloent l'Hermione.
Finalment en Rodlel porta la Ginny a la cambra secreta per a absorbir la seva força vital, el que acabarà amb la seva mort. En Harry va al seu rescat juntament amb el seu germà Ron, però són separats per l'esfondrament d'una part de la cova que duu a la cambra, pel que  Harry ha de continuar sol. Demostrant la seva lleialtat a Dumbledore i un gran valor, en Harry reïx obrir la cambra secreta, matar el basilisc i destruir el diari de Rodlel, el que salva la vida de Ginny. Més tard es descobreix que el diari era un horricreu de Voldemort.

### Harry Potter i el pres d'Azkabán
En el tercer llibre sempre roman tímida amb Harry però es fa amiga d'Hermione a El Cau (la casa de la Família Weasley), i manté la seva relació amistosa durant l'any escolar. No obstant això roman allunyada de Ron i Harry.

### Harry Potter i el calze de foc
En el quart llibre assisteix al ball de Nadal amb Neville Longbottom. Aquí coneix Michael Corner amb qui comença una relació sentimental. Posteriorment es revela que la seva amiga Hermione Granger li havia aconsellat que mirés a altres nois i anés més natural perquè Harry es fixés en ella.

### Harry Potter i l'orde del Fènix
En el cinquè llibre, el desenvolupament del personatge avança de manera considerable. Perd la timidesa amb Harry i es mostra segura de si mateixa. També revela un bon sentit de l'humor, un alt esperit competitiu i valentia. És l'única que parla a Harry de forma directa i ferma quan és de mal humor o intransigent. Quan Harry tem que va ser posseït per Voldemort i evita els seus amics, Ginny li diu directament que es comporta de manera estúpida. Li recorda que ella havia sigut posseïda per Voldemort i li explica les raons per les quals no ha de témer de ser posseït. Es revela que Ginny té un gran talent per al quidditch, que havia restat amagat fins a aquest moment. Substitueix Harry com a buscadora quan aquest és suspès. Quan Fred es pregunta com és possible que Ginny sigui tan bona per a l'esport, l'Hermione li revela que des dels sis anys la Ginny ha practicat d'amagatotis.
Va ser una de les assistents a la reunió sostinguda a la taverna Cap del Senglar per crear un grup de resistència contra les mesures preses per la Dolors Umbridge. Quan més tard Xo Xang suggereix el nom de Equip de Defensa per al grup, Ginny suggereix el d'Exèrcit d'en Dumbledore, el qual és adoptat per majoria de vots. Al sortir del bar, Ron qüestiona Hermione sobre el noi amb qui la Ginny havia anat a la reunió. Quan comenta que ell pensava que a la Ginny li agradava en Harry, Hermione li diu que Ginny s'havia donat per vençuda en les seves aspiracions per a Harry feia mesos i que festeja Michael Corner.
Participa en la batalla del Departament de Misteris, juntament amb Harry, Ron, Hermione, Neville i Luna on van per a rescatar Sirius Black, que en realitat no hi és. Són víctimes d'una emboscada i han de lluitar contra els cavallers de la Mort de Voldemort. Durant el combat sofreix la fractura d'un turmell. Inicialment refusa l'ajuda de Luna per a caminar, però al no li surt bé, la Luna l'ajuda.
Al final de l'any escolar talla la relació amb Michael Corner, que és molest amb ella per haver atrapat la papallona daurada en el partit de quidditch contra Ravenclaw. Al tren de retorn a casa, Ron diu a Ginny que triï algú millor la pròxima vegada, i li dona alhora una "mirada furtiva". Ginny li respon distregudament que ha escollit Dean Thomas.

### Harry Potter i el misteri del Príncep
En el sisè llibre la seva personalitat revela trets més emocionals i mostra els seus costats dur i  tendre. La sang freda que demostra durant l'atac dels cavallers de la Mort a la Torre d'Astronomia, es veu reflectida de manera important. S'ha desenvolupat en una jove de gran bellesa i  Harry pensa que és massa atractiva i popular «per al seu propi bé». Durant el viatge en tren cap a Hogwarts el professor Llagot reconeix el seu talent com a bruixa i la convida a formar part del seu Club dels Llagoters.
Quan Harry veu Dean Thomas petonejant Ginny, no pot contenir el seu desig de llançar-li un malefici. Atribueix la seva reacció al fet que ell se sent com un germà gran de Ginny. Lluita en va contra els seus sentiments, que van en augment. Després de diverses nits en les quals somia amb Ginny i ell en situacions poc fraternales, accepta que n'està enamorat i dona gràcies que Ron no tingui cap capacitat de Legilimens (llegir ments). Tem que Ron trenqui l'amistat si surt amb la seva germana, i per això no actua.
Durant l'any la Ginny talla amb Dean Thomas, l'actitud del qual comença a deixar d'agradar-li. En diverses ocasions és molesta amb ell, car pel que sembla la fa sentir sufocada. El tall definitiu és causat per Harry, que sota els efectes de la poció Felix Felicis, l'empeny accidentalment sortint de la Sala Comuna de Gryffindor amb la capa d'invisibilitat posada. La Ginny equivocadament culpa Dean i comencen una baralla que duu al trencament definitu aquella mateixa nit.
En l'últim partit de quidditch ha de jugar com a buscadora de l'equip de Gryffindor perquè Harry (capità i buscador en aquest moment) havia sigut castigat per l'Snape per llançar un encanteri indegut i perillós contra Draco Malfoy. La buscadora de Ravenclaw és la Xo Xang, pel que el partit és un duel personal entre els dos interessos amorosos d'en Harry. Quan Harry finalment surt del seu càstig, després del partit, corre a la Sala Comuna esperant que el seu equip hagi guanyat sense ell. A l'entrar es troba amb tots els alumnes de Gryffindor festejant la victòria i és aquí quan Ginny s'apropa a Harry amb una mirada dura i fulgurant i l'abraça. Ell li fa un petó inesperat, vist per tots els altres alumnes i inclusivament el seu germà, Ron (que, malgrat els temors de Harry al llarg de tot el llibre, accepta la relació) i Dean (que a causa de la seva sorpresa trenca el got que té a la mà). Entaulen una relació amorosa que els fa molt feliços a tots dos.
La Ginny pren part de la batalla a la Torre d'Astronomia juntament amb Neville, Tonks, Llopin, Ron i Bill Weasley. Resulta il·lesa aparentment, gràcies als efectes de la poció Felix Felicis, car tots els encanteris llançats contra ella, fallen. Bill i Neville, que no van prendre la poció, resulten ferits.
Durant el funeral de Dumbledore, Harry li diu que han de trencar la relació. Ginny sospita que és per raó d'una noblesa estúpida i li respon que el perill de ser al seu costat no li importa. No obstant això, Harry s'allunya. Ginny sembla acceptar i comprendre les raons per les quals Harry s'allunya d'ella i aquest al seu torn admira la seva força.

### Harry Potter i les relíquies de la Mort
En el setè llibre la seva valentia i maduresa emocional palesen una vegada més. Mostra gran preocupació per a George que és ferit durant l'escapada de Harry de la casa dels Dursley. Durant la celebració del dissetè aniversari de Harry, el convida a la seva cambra i li dona un apassionat petó com un record, abans que parteixi a la cerca pels horricreus. L'escena és interrompuda per Ron, que entra a l'habitació i recrimina Harry que doni esperances a Ginny.
Ginny torna a Hogwarts i juntament amb Neville i Luna reactiven les activitats de resistència de l'Exèrcit d'en Dumbledore. Els tres són capturats en un intent de robar l'espasa de Gryffindor de l'oficina d'Snape, però aquest els dona un càstig sorprenentment lleuger. És retirada de l'escola pels seus pares després que els cavallers de la Mort descobreixen que Ron no és realment malalt a casa i ha ajudat Harry contra Voldemort. Viu en la clandestinitat fins a la batalla final. Durant tot el llibre es veu Harry anhelant Ginny i aquest troba consol veient el nom de la Ginny al Mapa de Magatotis.
Ginny respon a la crida d'en Neville per mitjà de les monedes encantades, per a participar en la Batalla de Hogwarts. Harry, que fa gairebé un any que no la veu, és enlluernat per la seva bellesa, però mai havia estat tan poc content de veure-la. Harry s'oposa fortament al fet que participi en la batalla, però Ginny sembla determinada a prendre-hi part. Finalment entre Harry i Molly Weasley, la convencen que romangui a la Sala de la Necessitat. Ginny s'oposa al fet que l'ex-nòvia de Harry, la Xo Xang, l'acompanyi a la Torre de Ravenclaw i suggereix que en el seu lloc vagi la seva amiga Luna. Quan Harry li demana que surti de la Sala de la Necessitat per a poder transformar-la i cercar la diadema de Rowena Ravenclaw, Ginny sembla contenta de sortir. Immediatament s'uneix a la Tonks a la batalla, llançant encanteris que encerten en el blanc des de la finestra pròxima. Al sortir amb la diadema, Harry, Ron i Hermione la cerquen per a forçar-la a entrar novament a la sala, però no la troben.
La Ginny i la seva mirada fulgurant són l'última memòria en la ment de Harry abans de ser maleït per Voldemort al bosc. A la batalla final, es veu a Ginny batent-se en un duel mortal, juntament amb les seves amigues Luna i Hermione contra la Bel·latrix Lestrange, que falla una maledicció Obitus per Subitum per una polzada. Harry veu això i oblida Voldemort, determinat a protegir Ginny, però la mare de Ginny, la Molly, se l'avança i s'enfronta tota sola amb la Bel·latrix deixant el camí lliure a Harry per al duel definitiu amb Voldemort.
En l'epílog del llibre, 19 anys després, la Ginny és casada amb Harry Potter i tenen tres fills: James Sirius Potter (segon any a Hogwarts), l'Albus Severus Potter (primer any a Hogwarts) i Lily Luna Potter (li falten dos anys per a ingressar a Hogwarts). Rowling va explicar el futur de Ginny després de la publicació del llibre, dient que després de deixar Hogwarts, es va unir a les Harpies Holyhead i, després de passar uns quants anys com a jugadora celebrada, es va retirar per convertir-se en la corresponsal sènior de Quidditch al Daily Prophet i començar. una família amb Harry.

## Vida després del final de les novel·les
En entrevistes, J.K. Rowling ha revelat dues dades addicionals sobre la vida de Ginny després de sortir de Hogwarts. No ha clarificat si va tornar a acabar el seu setè any, com va fer l'Herminone, però va revelar que Ginny esdevé una important jugadora professional de quidditch amb l'equip gal·lès, Holyhead Harpies. Després d'un nombre d'anys no determinats, es retira de l'esport per a formar la seva família i es converteix en corresponsal de quidditch per al Periòdic Profètic. Es desconeix la posició que va jugar amb l'equip de les Holyhead Harpies, caçadora, la posició favorita de lGinny, o cercadora per a la qual va demostrar un gran talent.

## Versió fílmica
El paper de Ginny Weasley va ser interpretat per l'actriu britànica Bonnie Wright en totes les pel·lícules i va ser confirmada per a El Misteri del Príncep. Fins arano ha estat confirmada per a Les Relíquies de la Mort.
En les pel·lícules realitzades fins al moment, el paper de Ginny va ser considerablement reduit, amb molt poques línies de diàleg i amb l'excepció de La Cambra Secreta, apareixent gairebé sempre en segon pla. A L'orde del Fènix tota la sub-trama de quidditch, que en el llibre és important per al desenvolupament del personatge i perquè Harry es fixi en Ginny, és eliminada. No obstant això en aquesta pel·lícula es donen indicis del seu poder màgic. És la primera a produir un Patronus corpori a les pràctiques de l'Exèrcit d'en Dumbledore (un cavall) i el seu encanteri destructor Reducto, sorprèn els seus companys quan converteix en pols el cavaller de la mort mecànic. Despré de la batalla del Departament de Misteris fa servir aquest encanteri, amb tal poder, que inicia una reacció en cadena que destrueix el Saló de Profecies completament.
També hi ha subtils indicis dels sentiments de Ginny per Harry. Quan estan creuant el pont a l'acabar la reunió al bar Cap del Senglar,Hermione esmenta que Xo Xang no podia treure els seus ulls de Harry. En aquest moment, en segon pla, es mira com Ginny fa una cara de sorpresa i disgust, perdent momentàniament el pas. Després, quan l'E.D. conclou les pràctiques abans de l'arribada de Nadal i tots s'acomiaden sortint de la Sala de la Necessitat, Ginny es deté en la porta per diversos segons, i mira com Harry s'apropa a Xo Xang.

## Arbre genealògic

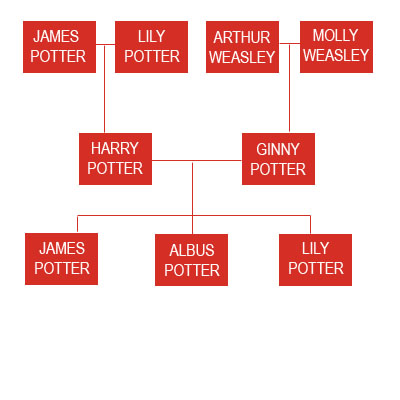
Arbre genealògic de la família Potter